# Cinizasaurus
Cinizasaurus là một tên không chính thức cho các hóa thạch vào thời kỳ Trias muộn của New Mexico ban đầu được cho là thuộc về một khủng long theropoda.